# Voskhod (Kovalévskoie)
|  | Per a altres significats, vegeu «Voskhod». |

Voskhod - Восход (rus) és un possiólok del krai de Krasnodar, a Rússia. Es troba a la vora esquerra del riu Kuban. És a 9 km al nord de Novokubansk i a 157 km a l'est de Krasnodar.
Pertany al poble de Kovalévskoie.